# Tabitha Stoecker
Tabitha Stoecker (* 24. November 2000 in Highgate) ist eine britische Skeletonsportlerin. Ihr bisher größter Erfolg ist der Gewinn der Silbermedaille im Mixed-Wettbewerb bei den  Bob- und Skeleton-Weltmeisterschaften 2024 in Winterberg.

## Karriere
Stoecker besuchte die renommierte City of London School for Girls, eine der besten Privatschulen Großbritanniens. Sie begann ihre sportliche Laufbahn mit Turnen und brachte es bei Schulvergleichen zu einigen Erfolgen. Darüber hinaus trainierte Stöcker zwischen dem 11. und 17. Lebensjahr beim National Centre for Circus Arts und spezialisierte sich dabei vor allem auf das fliegende Trapez. 2019 nahm sie an der „Discover Your Gold“-Kampagne teil und wurde nach bestandenen Sichtungstests Teil des britischen Skelton-Talentteams.
Nach zirka anderthalb Jahren Trainings wurde Stoecker für die Saison 2020/21 vom britischen Bob- und Skeletonverband (BBSA) für den Europacup nominiert, in dem sie am 3. Dezember 2021 in Igls ihre Premiere feierte. Anderthalb Monate später setzte Stoecker ein erstes Achtungszeichen, als sie bei der Junioren-Weltmeisterschaft, die ebenfalls in Igls stattfand, am 21. Januar 2022 Silber gewann. In der Saison 2022/23 konnte Stoecker im Europacup erste Podiumsplätze belegen und feierte zudem am 6. Januar 2023 ihr Debüt im Weltcup in Winterberg. Eine Woche später gewann sie auf der gleichen Bahn hinter Olympiasiegerin Hannah Neise erneut Silber bei den Junioren-Weltmeisterschaften. Dieser Erfolg veranlasste den britischen Verband dazu, Stoecker für den Einzelstart Bob- und Skeleton-Weltmeisterschaften 2023 auf der traditionsreichen Natureisbahn in St. Moritz zu nominieren. Auf der schwer zu fahrenden Strecke zahlte Stoecker viel Lehrgeld und belegte am Ende den 23. Platz.  Allerdings ließ sie in den ersten beiden Läufen mit der jeweils besten Startzeit aufhorchen. Im Februar 2023 gewann Stoecker neben zwei Europacuprennen auch die Junioren-Europameisterschaften in Igls vor ihrer gleichaltrigen Teamkollegin Freya Tarbit.
Für die Saison 2023/24 wurde Stoecker erstmals von Beginn an für den Weltcup nominiert. Nachdem sie den ersten Weltcup im chinesischen Yanging noch ausgelassen hatte, startete Stoecker in La Plagne am 8. Dezember 2023 in die Weltcupsaison. In einem sehr kuriosen Wettkampf gelang ihr bei ihrem erst zweiten Weltcup-Einsatz die Sensation. Begünstigt durch sehr schwankende Laufzeiten der arrivierten Konkurrenz mit namhaften Sportlerinnen wie Kimberley Bos oder Jacqueline Pfeifer gewann die Britin mit 7 Hundertstel Vorsprung vor Mystique Ro ihren ersten Weltcup. Eine Woche später folgte mit Rang drei in Igls gleich der nächste Podestplatz. Bei den folgenden Weltcup-Rennen gelangen Stoecker keine Podestplätze mehr, in ihrer ersten Weltcupsaison belegte sie aber gleich auf Anhieb den 10. Platz. Hinzu kam die Silbermedaille bei den Junioren-Europameisterschaften 2023 in Altenberg und ein zehnter Platz bei der Europameisterschaft in Sigulda, an der sie erstmals teilnahm. Ihren größten Triumph erzielte Stoecker aber bei der Weltmeisterschaft in Winterberg. Schon im Einzelwettbewerb griff sie nach dem ersten Tag nach einer Medaille, da sie hinter der späteren Weltmeisterin Hallie Clarke mit nur drei Hundertstel Rückstand auf dem Silberrang lag. Am spannenden zweiten Wettkampftag verbaute Stoecker sich letztlich mit dem dritten Lauf ihre Medaille, lag jedoch am Ende nur 2 Hundertstel hinter der drittplatzierten Hannah Neise. Im Mixed-Wettbewerb gewann sie dann aber die ersehnte Medaille. Als zweites britisches Team zusammen mit Matt Weston startend fuhr Stoecker die zweitbeste Laufzeit aller Athletinnen. Weston sicherte durch die drittbeste Laufzeit bei den Athleten die Silbermedaille.